# Mättransformator

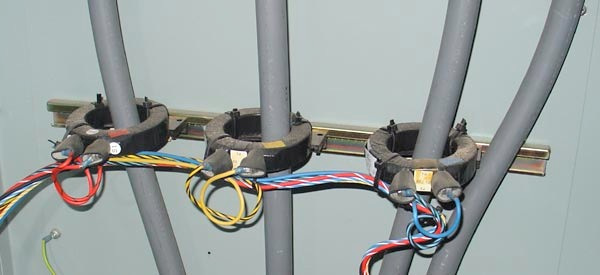
Strömtransformatorer för mätning av strömstyrkan i en trefasförbindelse.

En mättransformator är en speciell transformator som används för att omvandla en spänning eller ström i en krets till en nivå som kan hanteras av en ansluten mätutrustning. Används oftast i högspänningsnätet, men förekommer också i vissa fall i 230/400-voltssammanhang. De huvudsakliga användningsområdena är i utrustning för debiteringsmätning i samband med handel med elektrisk energi, i utrustning för reglering och styrning av elnätet samt i elnätets skyddssystem.

## Utformning
Mättransformatorerna byggs som strömtransformatorer eller spänningstransformatorer, där strömtransformatorer omvandlar en stor ström, ofta vid hög spänningsnivå, till liten ström vid låg spänningsnivå medan spänningstransformatorer används för att omvandla från en hög spänningsnivå till en låg spänningsnivå.
Spänningstransformatorerna kan byggas med en kapacitiv spänningsdelare som delar ner högspänningen till en mellanspänning som i sin tur kopplas till en mellanspänningstransformator som omvandlar mellanspänningen till en sekundärspänning. Denna typ av spänningstransformator kallas kondensatorspänningstransformator och används vid de högre spänningsnivåerna. Vid lägre spänningsnivåer används företrädesvis rent magnetiska spänningstransformatorer som då i princip är byggda som en vanlig strömförsörjningstransformator, fast konstruerad för mätändamål för att uppnå god mätnoggrannhet.
Eftersom mättransformatorer ingår som en del i mätutrustningar är det angeläget att noggrannheten är känd. Ofullkomligheter i utförandet medför dels att spänningsvärdet på högspänningssidan, exempelvis 380 kV, omvandlas till ett spänningsvärde på lågspänningssidan, exempelvis 100 V, med en viss onoggrannhet (omsättningsfel), dels att spänningen på lågspänningssidan blir förskjuten i tiden jämfört med högspänningssidan (fasfel) så att nollgenomgångarna inte inträffar samtidig på hög- och lågspänningssidan. För strömtransformatorer gäller motsvarande fast för strömmen. I normerna finns ett antal noggrannhetsklasser definierade. För varje noggrannhetsklass finns krav på högsta tillåtna omsättningsfel och högsta tillåtna fasfel.

## Standarder
För att underlätta för tillverkare, kunder och användare vid bl.a. upphandling av utrustning har internationella och nationella normer tagits fram där de väsentliga delarna av utförandet samt provningsförfarandet regleras. Internationella elektrotekniska kommissionen, IEC, är den organisation som tagit fram de internationella normerna. Några länder har normer utgivna av egna nationella standardiseringsorgan. I vissa fall är dessa helt enkelt IEC-normen som definierats som nationell standard med ytterst får ändringar, vilket exempelvis är fallet i Australien, medan den nationella normen i andra fall är präglad av lokala förutsättningar och önskemål. Ett exempel på det senare är ANSI-normen som tillämpas i USA. Gällande IEC-norm är IEC 61869 som är indelad i ett antal delar där IEC 61869-1 behandlar de krav som är gemensamma för alla typer för vilka normen är giltig. IEC 61869-2 behandlar det som gäller specifikt för strömtransformatorer, IEC 61869-3 behandlar magnetiska spänningstransformatorer, IEC 61869-4 gäller för kombinerade ström- och spänningstransformatorer medan IEC 61869-5 behandlar kondensatorspänningstransformatorer. Delarna IEC 61869-2, IEC 61869-3, IEC 61869-4 och IEC 61869-5 är var och en avsedd att använda tillsammans med IEC 61869-1. IEC 61869 har under 2011 ersatt IEC 60044.